# Hirvensalo
Hirvensalo è un'isola situata nel Mare dell'Arcipelago, facente parte del Mar Baltico. Si trova a pochi chilometri dal centro della città di Turku, in Finlandia, e ad est è separata dalla terraferma da uno stretto braccio di mare che in alcuni punti è largo poche centinaia di metri. Hirvensalo è letteralmente incastonata tra l'isola di Ruissalo a nord-ovest e l'isola di Satava a sud-ovest, dalle cui coste dista poche centinaia di metri. 
Dal punto di vista della viabilità, è collegata da strade e ponti alla sola isola di Satava e alla terraferma. 
Amministrativamente fa parte della municipalità di Turku dal 1944 ed è suddivisa in 14 distretti. La sua economia è concentrata nel sobborgo di Moikoinen, che dispone di una scuola, negozi, una chiesa luterana e un ufficio postale. Nel 2015, la popolazione totale di Hirvensalo era di 9.000 persone circa.